# Diagnosta samochodowy
Diagnosta samochodowy – osoba, która ukończyła kurs oraz zdała egzamin organizowany przez Transportowy Dozór Techniczny z wynikiem pozytywnym.
Jest to najczęściej osoba z wykształceniem średnim technicznym bądź wyższym, która posiada, w zależności od wykształcenia, odpowiednią ilość lat praktyki przy eksploatacji bądź naprawach pojazdów samochodowych.
Głównym celem pracy diagnosty samochodowego jest określenie stanu technicznego pojazdu w stacji kontroli pojazdów. Oceny dokonuje się na podstawie rozporządzenia (Dz.U. z 2012 r. poz. 996), w którym dokładnie określone są kryteria, jakie powinien spełnić pojazd. Ponadto diagnosta wykonuje wiele badań dodatkowych m.in. takie, które:
- zostały skierowane przez policję lub starostę, w przypadku uzasadnionego podejrzenia, że zagraża bezpieczeństwu ruchu drogowego lub środowisku,
- zostały skierowane przez starostę w celu ustalenia nieznanych danych technicznych pojazdu,
- przystosowano do wykorzystywania jako taksówka, pojazd uprzywilejowany lub do nauki jazdy.

Obecnie każdy diagnosta samochodowy, który posiada uprawnienia, może pracować na podstawowych jak i okręgowych stacjach kontroli pojazdów.